# 第214师团
第214师团（Dai-nihyakujūyon Shidan）是日本帝国陆军的一个步兵师团。其代号是常盘兵团（Hitachi Heidan）。该师团于1945年4月2日在宇都宫组建。

## 历史
1945年6月19日，第214师团防御部署基本完成。其下辖第519步兵团在宇都宫，第520团驻扎在矢板，第521团在世田谷。其他较小的分队驻扎在那须盐原。到1945年8月15日日本投降为止，该师团没有进行任何战斗。